# Constituição Angolana de 2010
A Constituição de Angola é a lei suprema do país Angola, tendo sido aprovada pela Assembleia Nacional em 27 de Janeiro de 2010, mudando várias das regras políticas do país.

## História
Em 10 de novembro de 1975, o Comitê central do MPLA aprovou a Lei Constitucional da República Popular de Angola. Cinco anos depois, em 11 de agosto, foram aprovadas alterações a esse texto.
O texto de 1975 possuía inspiração soviética, sendo marcado pela centralidade do MPLA.
Estruturalmente, previa a previa os seguintes órgãos: Presidência da República, Conselho da Revolução, Governo e Tribunais. A Presidência da República, que exercia a chefia de Estado e a presidência do Conselho da Revolução. Este órgão era inerente ao Presidente do MPLA. Já o Conselho da Revolução, de natureza transitória, era o órgão colegia central que exercia a compstência políticas, legislativas, administrativas e financeiras. O Governo, por sua vez, era presidido pelo Primeiro-Ministro, que exercia o poder executivo, sem prejuízo do poder legislativo, caso delegado pelo Conselho da Revolução. Em derradeiro, a função jurisdicional cabia aos Tribunais.
Com a queda do Muro de Berlim e a dissolução da União Soviética, Angola passou a expriremntar, a partir de 1991, a transição democrática, na forma da Lei de Revisão Constitucional, a Lei 12/1991. Esta lei introduziu o conceito de Estado Democrático de Direito, aboliu o papel de vanguarda do MPLA, estabeleceu o sufrágio direito e universal com alusão ao pluripartidarismo e reconheceu o pluralismo de setores de propriedade, reconhecendo a propriedade privada.
Após esta revisão, foram aprovadas outras leis de matéria constitucional, especificamente a Lei da Nacionalidade (13/1991), Lei das Associações (14/91), Lei dos Partidos Políticos (15/1991), Lei sobre o Direito de Reunião e de Manifestação (16/1991), Lei sobre o Estado de Sítio e o Estado de Emergência (17/1991), Lei de Imprensa (22/1991), Lei da Greve (23/1991), Lei Eleitoral (5/1992), Lei sobre a Observação Internacional (6/92), Lei sobre o Conselho Nacional da Comunicação Social (7/1992), Lei sobre o Direito de Antena e o Direito de Resposta e Réplica Política dos Partidos Políticos ( 8/1992) e a Lei reguladora do Exercício da Atividade de Radiodifusão (9/1992) .
Com a assiantura do Acordo de Paz para Angola, foi aprovada uma nova Lei de Revisão Constitucional em 16 de setembro de 1992, a Lei 23/1992, que alterou a designação da República de Angola, que anteriormente era a República Popular de Angola, bem com oa sepração dos poderes do Estado, com a adoção do semipresidencialismo.
Tendo sofrido revisões em 1996 e 2005, o regime constitucional da segunda Lei de Revisão Constitucional foi superado pela atual Constituição, de 2010.

## Características

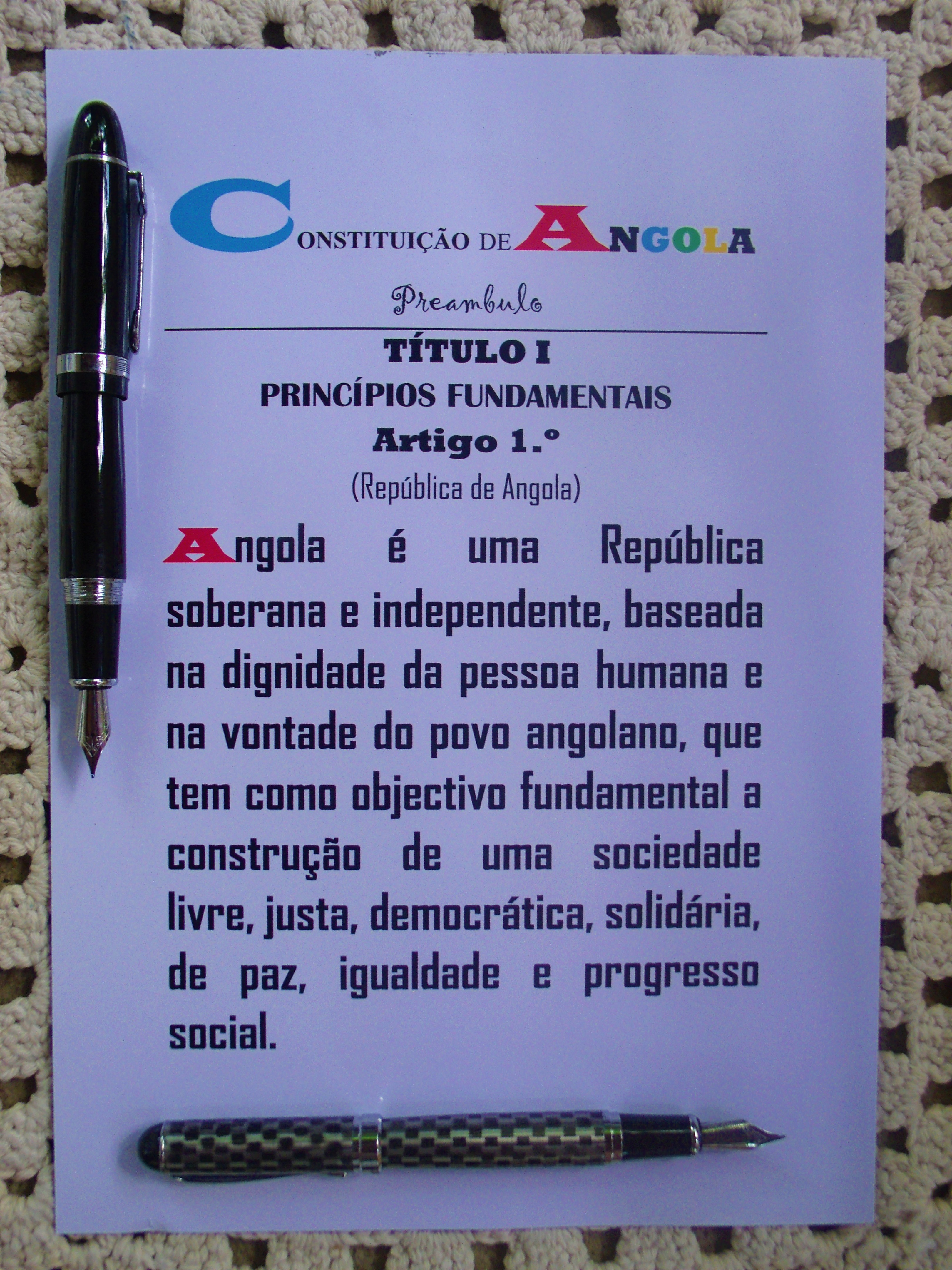
Literatura do artigo primeiro.

De acordo com a atual Constituição de Angola, o regime político vivente em Angola é o presidencialismo, em que o Presidente da República é igualmente chefe de Estado e chefe de governo. Há ainda o poder legislativo e os tribunais superiores.
A jurisdição constitucional em Angola nasceu com a Lei Constitucional de 1992, que consagrou, nos seus artigos 134.º e 135.º, o Tribunal Constitucional enquanto instituição judicial a qual competia, em geral, administrar a justiça em matérias de natureza jurídico-constitucional.
Enquanto não foi institucionalizado o Tribunal Constitucional, as competências que a Lei Constitucional lhe reservava foram exercidas, no período compreendido entre 1992 a 2008, pelo Tribunal Supremo, conforme vinha disposto no artigo 5.º da sua Lei Preambular.
Com a aprovação da Lei n.º 2/08, de 17 de Junho – Lei Orgânica do Tribunal Constitucional e da Lei n.º 3/08, de 17 de Junho – Lei Orgânica do Processo Constitucional, ficaram reunidos os pressupostos legais para a criação do Tribunal Constitucional. Assim, no dia 25 de Junho de 2008, foi institucionalizado o Tribunal Constitucional de Angola tendo os seus Juízes Conselheiros tomado posse perante o Presidente da República. Nesta data, tomaram posse sete Juízes Conselheiros, sendo quatro homens e três mulheres.